# ثورة البشرات (1568-1571)
حرب البشرات (بالإسبانية: Guerra de las Alpujarras) أو ثورة المورسكيين أو ثورة البشرات (بالإسبانية: Rebelión de las Alpujarras) ـ هي انتفاضة وقعت بين سنتي (1568ـ1571) ضد تاج قشتالة قادها المسلمون السابقون في منطقة غرناطة و الذين كانوا قد اجبروا على اعتناق المسيحية بعد  سقوط مملكة غرناطة. سنة 1492
جاءت هذه الثورة نتيجة للضغوط الدينية والاجتماعية والثقافية التي فُرضت على ما يُعرف بـ المورسكيين، الذين تعرضوا لسياسات قسرية هدفت إلى طمس هويتهم الإسلامية والثقافية.

## الخلفية التاريخية
ظل الكثير من المورسكيين يعيشون في الأندلس رغم سقوط مملكة غرناطة ـ آخر معاقلهم في الأندلس ـ سنة 1492، وكان هؤلاء المورسكيون ـ الذين لقبوا بالمدجنين (بالإسبانية: Mudéjares) ـ يتمتعون بقدر من الحرية الدينية، رغم تعرضهم لبعض التمييز القانوني.
رغم أن معاهدة غرناطة نصت على التسامح مع المسلمين بعد تسليم غرناطة للقشتاليين، إلا أن الملكة إيزابيلا الأولى أصدرت سنة 1499 مرسومًا يقضي بإجبار جميع مسلمي إسبانيا على التنصر وإلا طردوا من إسبانيا، كما أمرت بإحراق الكثير من الكتب العربية في ساحة البيازين بغرناطة. وقد أدى ذلك إلى اندلاع ثورة في غرناطة (1499 ـ 1501) اعتُبرت انتهاكًا من جانب المسلمين لمعاهدة غرناطة، مما أدى إلى إكراههم على الاختيار بين التنصر والطرد. وفي سنة 1502 ألغت إيزابيلا كل التعهدات الرسمية التي تقضي بالتسامح مع المسلمين في جميع أرجاء مملكة قشتالة، رغم أن مملكة أراغون ظلت تتسامح بشكلٍ ما مع مسلميها، وهو ما ألغاه الملك كارلوس الخامس بدوره عقب ثورة الإخوة (بالإسبانية: Rebelión de las Germanías) التي اندلعت سنة 1526.
وقد أدى ذلك إلى انقضاء الإسلام رسميًا من إسبانيا، ليُعرف المسلمون الذين تحولوا إلى الكاثوليكية باسم المورسكيين. وقد ظل الكثير من المورسكيين يتحدثون اللغتين العربية ويرتدون ثياب المسلمين، وظل مسيحيو إسبانيا ينظرون بريبة إلى هؤلاء المورسكيين ويعتبرونهم مسلمين في السر ومسيحيين غير مخلصين.

## التهديد العثماني
في منتصف القرن السادس عشر الميلادي ظهرت الدولة العثمانية كقوة إسلامية ضاربة في منطقة حوض البحر المتوسط، ونشبت عدة صدامات عسكرية بين الدولة العثمانية وإسبانيا، وقد خشي فيليب الثاني ملك إسبانيا من دعم المورسكيين لغزو عثماني محتمل لإسبانيا، وهو ما خطط له العثمانيون بالفعل ـ مساندةً للمورسكيين ـ ولكن البعض أقنع السلطان سليم الثاني باحتلال قبرص بدلًا من إسبانيا لموقعها الاستراتيجي.

## رد فعل التاج الإسباني
في سنة 1567 أصدر الملك فيليب الثاني مرسومًا قضى بإنهاء كل أشكال التسامح مع الثقافة المورسكية؛ فحظر استخدام اللغة العربية ومنع ارتداء الملابس المورسكية، وأجبر المورسكيين على التسمي بأسماء مسيحية، وأمر بتدمير كل الكتب والوثائق المدونة باللغة العربية، وبتعليم جميع الأطفال المورسكيين على أيدي قساوسة كاثوليك. ويرى البعض أن فيليب الثاني أصدر هذا المرسوم بنية دفع المورسكيين للثورة ليتخذ ذلك ذريعة لإبادتهم أو طردهم من الأندلس، أو أنه كان يريد ضمان ولاء المورسكيين بدمجهم دمجًا كاملًا في المجتمع الإسباني.

## الثورة
تسببت سياسة فيليب الجديدة المتشددة في اندلاع ثورة مسلحة في المناطق التي كانت في الماضي جزءًا من مملكة غرناطة. خطط للثورة فرج بن فرج - الذي ترجع أصوله إلى بني الأحمر آخر حكام غرناطة من المسلمين - ومحمد بن عبو (واسمه الإسباني دييغو لوبيث)، وجمعا القوات وطلبا المدد من ملوك شمال إفريقيا.
وفي ليلة عيد الميلاد من سنة 1568 اجتمع سرًا في وادي الإقليم (بالإسبانية: Vale de Lecrin) جماعة من منفيي ومورسكيي غرناطة والبشرات وغيرهما، وتبرأوا من المسيحية، وبايعوا ابن أمية ـ واسمه المسيحي فرناندو دي بالور (بالإسبانية: Fernando de Valor) ـ قائدًا لهم ووريثًا لعرش الدولة الأموية في الأندلس. وبدأ العصيان المسلح على شكل حرب عصابات بدعم عسكري ومالي من المغرب. ولكن ابن أمية اغتيل سنة 1569 وخلفه محمد ابن عبو.
أرسل فيليب الثاني قوات عسكرية كبيرة قوامها جنود إسبان وإيطاليون لقمع الثورة على رأسها أخوه غير الشقيق جون النمساوي، وكان من بين مقاتلي هذه الحملة الإنكا غارثيلاسو دي لا فيغا، الذي نُصب قائدًا فيما بعد مكافأة له على دوره في قمع هذه الثورة. ورغم أن الثوار ـ الذين تزايد عددهم باضطراد من أربعة آلاف رجل سنة 1569 إلى 25 ألف رجل في العام التالي (بينهم جنود من البربر والأتراك) ـ رغم أنهم حققوا بعض الانتصارات، إلا أنهم سرعان ما خسروا ما كسبوه وقُتل قائدهم ابن عبو بيد بعض أتباعه في مؤامرة دبرها الإسبان في أحد كهوف البشرات في 13 مارس 1571، ثم خمدت الثورة سنة 1571.

## الدعم العثماني للمقاومة ونتائجه
بعد إرسال سكان الأندلس من الجنوب دعوتهم إلى علج علي باشا حاكم الدولة العثمانية على الجزائر طالبين منه تقديم المدد ويد العون لمقاومتهم، وافق حاكم الجزائر ليقوم بعد ذلك بإرسال مدد تمثل في : 14000 رجل من رماة البنادق مع حوالي 60 ألف مجاهد عثماني ،بالإضافة إلى عدد كبير من المدافع و 1400 بعير محملة بالبارود محملة على متن 40 سفينة عثمانية التي انطلقت في يناير من عام 1569 ، إلا أن الأمور لم تسر كما هو مخطط له فقد اكتشف الإسبان المخطط عن طريق خطأ ارتكبه أحد قادة المقاومة الموريسكيين ، وبهذا تأخر وصول المدد العثماني وانكشفت مناطق إنزاله، ليبحث العثمانيون على مناطق وسواحل أخرى لإنزال المدد به، إلا أن مشيئة الله وقدره أدت إلى غرق 32 سفينة جزائرية محملة بالمدد إثر العواصف والأمواج العاتية في البحر، ولم تتمكن لذلك إلا 6 سفن من أصل 40 من إنزال شحنتها في سواحل الأندلس لدعم الثوار المسلمين، بالرغم من هذا لم تنكسر عزيمة الجزائريين وأعادو إرسال مدد جديد يقدر ب 4000 مجاهد جزائري من رماة البنادق النارية المركزة مع بعض المجاهدين العثمانيين القدماء ليديروا شؤون المعارك، وكذلك تكرر الأمر في السنة الموالية عام 1570 بإرسال مدد وعون جديد لدعم المقاومة إلا أن أنباء عن تجمع أسطول مسيحي للإشتباك مع المسلمين وتدمير شوكة المسلمين، الأمر الذي حرم كلج علي باشا من المشاركة في مقاومة الموريسكيين.

## نتائج الثورة
بعد نجاح الإسبان في قمع الثورة، نُقل جميع سكان البشرات تقريبًا إلى قشتالة وغرب الأندلس، وأخليت حوالي 270 قرية من سكانها المسلمين ووُطن في بعضها مسيحيون من الشمال الإسباني بينما تُرك البعض الآخر خاويًا على عروشه. وقد ترتب على هذا التغير الديموغرافي تدمير صناعة الحرير لقرون تالية.
كما أمر فيليب الثاني بتشتيت شمل 80 ألفًا من مورسكيي غرناطة في أنحاء متفرقة من مملكته لتفتيت وحدة المجتمع الموريسكي وتسهيل دمجهم في المجتمع المسيحي، إلا أن العكس هو ما حدث، إذ كان لمورسكيي غرناطة المهجرين تأثير كبير في المورسكيين الذين سبقوهم بالتوطن الإجباري في المناطق التي نُقلوا إليها، والذين كانوا على وشك الاندماج فعليًا في تلك المجتمعات.

## التأريخ للثورة
أرّخ الشاعر والدبلوماسي الإسباني دييغو أورتادو دي مندوثا لثورة البشرات في كتابه «حرب غرناطة» (بالإسبانية: La Guerra de Granada)، الذي لم يُنشر في مدريد إلا عام 1610 ـ بعد ثلث قرن من وفاة مؤلفه ـ ولم ينشر في لشبونة إلا عام 1627، ويظهر أن تأخر نشر الكتاب كان مرجعه انتقاد مندوثا الحاد لبعض معاصريه الذين امتدت أعمارهم لما بعد وفاته. ولم تُنشر طبعة كاملة من الكتاب إلا في عام 1730.